# Línea 74 (Córdoba)
La Línea 74 es una línea de transporte urbano de pasajeros de la ciudad de Córdoba, Argentina. El servicio está actualmente operado por la empresa TAMSE.
Anteriormente el servicio de la línea 74 era denominada como E7 desde 2002, por la empresa Ciudad de Córdoba, hasta que el 1 de marzo de 2014, por la implementación del nuevo sistema de transporte público, la E7 se fusiona como 74 y operada por la misma empresa, hasta el 31 de julio del mismo año, ciudad de Córdoba deja de prestar servicio a los corredores 2 y 7 y estos pasan a manos de Aucor, más tarde Aucor deja de existir y pasan a manos de ERSA Urbano en donde esta operó hasta el 1º de marzo de 2024 y es en donde pasa a manos de TAMSE que desde el 9 de agosto de 2024 es operado actualmente.

## Recorrido
De Bº Miralta a Bº Villa Urquiza. 
 Servicio diurno.
IDA: De Lola Mora y Agustín Garzón – por ésta – Mariano Boedo – Serrezuela – Guandacol – Corrientes – José M. Solares – San Jerónimo – Carlos Pellegrini – Entre Ríos – Asunción – Av. Morcillo – Ferroviarios – Pje. Arribeños – Av. Gdor. Amadeo Sabattini – Bajada Pucara – Esposos Curie – Rotonda Super Mami – Bv. Juan Domingo Perón – San Jerónimo – Bv. Chacabuco – Av. Maipú – Sarmiento – Humberto Primo – Nicolás Avellaneda – Av. Colón – Dr. Silvestre Remonda – La Tablada – Cnel. Pedro Zanni – Dr. Enrique Tornú – Cayetano Silva – Humberto Primo – Domingo Zípoli – Igualdad – Pedro de Oñate – Igualdad – Bv. del Carmen – Igualdad – Pedro de Oñate – Igualdad – Domingo Iros hasta Rafael Obligado.
REGRESO: Desde Rafael Obligado y Domingo Iros – por esta – Av. Colon – Boulogne Sur Mer – Igualdad – Pedro de Oñate – Igualdad – Domingo Zípoli – La Rioja – Aguirre Cámara – 12 de Octubre – Enfermera Clermont – Av. Colón – Av. Emilio Olmos – Bv. Guzmán – Bv. Juan Domingo Perón – Bajada Pucará – Ferroviarios – José Manuel Isassa – Ismael Galíndez – Agustín Garzón – Bernardo de Irigoyen – San Jerónimo – Diego de Torres – Agustín Garzón – Emilio Salgari – Pedro Medrano – Mariano Boedo – Agustín Garzón – Hasta Lola Mora.